# Nos étés
 (septembre 2016).
Si vous disposez d'ouvrages ou d'articles de référence ou si vous connaissez des sites web de qualité traitant du thème abordé ici, merci de compléter l'article en donnant les références utiles à sa vérifiabilité et en les liant à la section « Notes et références ».
Nos étés est une série télévisée québécoise en 29 épisodes de 45 minutes scénarisée par Anne Boyer et Michel d'Astous, diffusée entre le 25 mars 2005 et le 2 avril 2008 sur le réseau TVA.

## L'œuvre
L'unité de l'œuvre repose sur une unité de lieu : une maison où une famille bourgeoise, les Desrochers, vient y passer l'été : aux Salines à Cap-sur-mer. Elle côtoie les Belzile, humble (mais également fière) famille de cultivateurs.

## Synopsis
La vie des familles Desrochers et Belzile se verra bouleversée durant plus de 100 ans, passant par six générations de femmes toutes artistes dans l'âme, mais dont deux seulement trouvèrent la force et la volonté de se rendre au bout de leurs rêves. Cette saga se termine par la naissance de Salines, la septième génération de la famille Desrochers, fille de Marie Forget et Jonathan Belzile.

## Les femmes Desrochers
Faisant toute partie de la grande lignée des Desrochers, ces six femmes semblaient avoir un destin tout tracé, peuplé de malheurs et de joie, d'échec et de réussite. Elles ont réussi en plusieurs endroits, bien qu'elles aient souvent été perdantes. Les femmes Desrochers reviennent dans la plupart des épisodes, à l'exception d'Evelyne, Laure-Lou et Marie, en tant que narratrices et témoins des évènements. Les personnes témoins ou encore narrateurs sont toujours vêtus de rouge.
Maria Desrochers, née Maria Brabant en 1860, a épousé John Marivale Desrochers à l'âge de 16 ans. Elle eut une fille, Nora, en 1877, alors qu'elle n'avait que 17 ans. De son vivant, elle eut un petit-fils à l'âge de 34 ans. Passionnée par le piano, Maria en jouait à chaque jour, ce qui faisait la grande joie de son entourage. Elle mourut en se heurtant la tête sur des rochers en 1900, alors qu'elle venait de découvrir son mari en plein délit d'infidélité avec la bonne. Son époux, ayant peur d'être accusé d'avoir tué sa femme, camouflera le drame en suicide. Elle fait souvent des réflexions au début des épisodes et y est presque toujours comme témoin des évènements.
Nora Manning, née Nora Desrochers en 1877, est la fille unique de John Desrochers et Maria Brabant. Elle a cru durant longtemps avoir deux demi-sœurs, Estelle et Evelyne, ne sachant par la vérité au sujet de la dernière. Nora se maria et eut un premier enfant (Philippe) à l'âge de 17 ans. Cependant, son mari était souvent absent, et dans ses rares moments de lucidité, il ne lui parlait pas. Elle fut brisée par la mort de son fils, en 1922. Nora vécut une grande histoire d'amour avec Gabriel Lavallée, avant de mourir à 75 ans, après avoir appris qu'elle souffrait de l'Alzheimer.
Anaïs Manning est née en 1903. Elle est la fille de Calvin Manning et Nora Desrochers. Elle avait 19 ans à la mort de son frère. Très vite, elle se découvre une passion pour le dessin. Elle tomba amoureuse d'André-Jules Belzile, mais celui-ci partit en Italie pour ses études alors qu'elle espérait une demande en mariage. L'été de ses 19 ans, elle fut violée par Martin Belzile. De ce viol naquit Évelyne, qu'elle ne put reconnaître comme sa fille. Ce fut son grand-père qui l'éleva. À 27 ans, Anaïs épousa Marcelin Landry, et eut 2 filles. Elle divorça de son mari à 50 ans et alla vivre avec André-Jules.
Évelyne Desrochers est la fille de Martin Belzile et Anaïs Manning. Elle est née en 1923. Évelyne devint vite assez tête en l'air. Elle apprit qu'elle était née d'un viol à 32 ans, peu après la naissance de sa fille. Elle fonda une commune, tout en ayant plusieurs aventures, ce qui lui causa par la suite de sérieux problèmes. Elle divorça de son mari en 1967. Étant en constante guerre avec sa fille, elle finit par faire la paix avec elle à 84 ans. Évelyne aime beaucoup sa petite-fille Marie, et elle fut présente à son accouchement.
Laure-Lou Meunier est née en 1949. Elle est la seule fille de Georges Meunier et Évelyne Desrochers. Laure-Lou a toujours été passionnée par les arts et le cinéma, ce qui la poussa à s'intéresser aux œuvres de sa grand-mère. Cependant, elle commença rapidement à s'éloigner de sa mère et suivit son père quand ses parents se séparèrent. Elle tomba amoureuse de Robert Forget, de qui elle eut une fille, peu avant la mort de ce dernier. Laure-Lou ne se maria pas, préférant continuer ses œuvres et ses projets de films.
Marie Meunier Forget est la fille de Laure-Lou Meunier et Robert Forget. Elle est née en 1980. Marie est une chanteuse tout de même assez connue. Elle se drogua quelque temps, jusqu'à ce que Jonathan Belzile, de qui elle tomba amoureuse, entre dans sa vie. Ils se fiancèrent et eurent une fille, Salines, qui porte son nom en l'honneur du domaine où tant de choses s'étaient passées.
Salines Forget-Belzile est née en 2007. Elle est la fille de Jonathan Belzile et Marie Meunier Forget. La petite Salines porte son nom en l'honneur du domaine. Salines est la descendante des trois femmes de l'époque, Maria Brabant, Élise Sanschagrin et Rachel Archambeault. Elle est liée aux trois grandes familles. Maria est son arrière-arrière-arrière-arrière-grand-mère, Rachel est son arrière-arrière-grand-mère et Élise est son arrière-arrière-grand-mère.

## Distribution

### Les Desrochers
- Sophie Prégent : Maria Brabant Desrochers (Durant toute la série)
- Jean-François Pichette : John Marivale Desrochers (Durant toute la série)
- Karyne Lemieux : Rachel Archambault Forget Desrochers (Durant toute la série)
- Heidi Bureau : Évelyne Desrochers (à 8 ans)
- Valérie Chevalier : Évelyne Desrochers (à 17 ans)
- Julie Le Breton : Évelyne Desrochers (de 32 à 56 ans)
- Patricia Nolin : Évelyne Desrochers (à 84 ans)

### Les Belzile
- Patrick Labbé : Wilbrod Belzile (Durant toute la série)
- Marie-Chantal Perron : Élise Belzile (Durant toute la série)
- Paul Hébert : Édouard Belzile (Durant toute la série)
- David Boutin : Jonathan Belzile (Durant toute la série)
- Anne-Sophie d'Astou : Salines Forget-Belzile (Durant toute la série)
- Francesca Bancenas : Héléna Brodi (Durant toute la série)
- Maxime Dumontier : André-Jules Belzile (à 15 ans)
- Marc-André Grondin : André-Jules Belzile (à 22 ans)
- Sébastien Ricard : André-Jules Belzile (à 39 ans)
- Gilles Renaud : André-Jules Belzile (de 56 à 66 ans)
- Raphaël Dury : Martin Belzile (à 5 ans)
- Étienne Pilon : Martin Belzile (à 19 ans)
- Sébastien Huberdeau : Martin Belzile (26 à 70 ans)
- Antoine DesRochers : Bernard Belzile (à 7 ans)
- Pierre-Luc Brillant : Bernard Belzile (de 24 à 51 ans)
- Alex Dupras:Sylvio (à 1 an)
- Mathieu Grondin : Sylvio (à 25 ans)
- Rosalie Desrochers : Lison Belzile (à 7 ans)
- Sarah-Jeanne Labrosse : Lison Belzile (à 15 ans)
- Marianne Farley : Lison (de 24 à 40 ans)
- Louis-Lorrence Douville : André (Mort à la première saison à 5 ans)

### Les Manning
- Fanny Mallette : Nora Desrochers Manning (Durant toute la série)
- Alex Ivanovici : Calvin Manning (Durant toute la série)
- Charles Champagne : Philippe Henry Manning (à 6 ans)
- Alexandre Fortin : Philippe Henry Manning (à 21 ans)
- Julianne Côté : Anaïs Manning (à 12 ans)
- Maude Laurendeau : Anaïs Manning (de 19 à 49 ans)
- Marie Gignac : Anaïs Manning (de 52 à 63 ans)

### Les Forget
- Jean-François Boudreau : Conrad Forget (Durant toute la série)
- Isabelle Blais : Marie Meunier-Forget (Durant la série)
- Brigitte Lafleur : Jeanne Forget (Durant tout la série)
- Daniel Gadouas : Pacifique Forget (Durant tout la série)
- Alice Morel-Michaud : Estelle Forget (à 6 ans)
- Mylène St-Sauveur : Estelle Forget (à 16 ans)
- Isabelle Cyr : Estelle Forget (de 40 à 47 ans)
- Alec Poirier : Benjamin Forget (à 5 ans)
- Louis-Philippe Dury : Benjamin Forget (à 13 ans)
- Francis Ducharme : Robert Forget (à 17 ans)
- David La Haye : Robert Forget

### Les Landry
- Mario Jean : Marcelin Landry (Durant toute la série)
- Jean-François Boudreau : Conrad Forget (Durant toute la série)
- Isabelle Blais : Marie Meunier-Forget (Durant la série)
- Daniel Gadouas : Pacifique Forget (Durant tout la série)
- Cassiopée Lévesque : Émilie Landry (à 6 ans)
- Sandrine Poirier-Allard : Émilie Landry (à 13 ans)
- Jessica Malka : Émilie Landry (à 19 ans)
- Noémie Yelle : Diane Landry

### Les autres personnages
- Pierrette Robitaille : Bernadette Lozeau (Durant toute la série)
- Daniel Parent : Gabriel Lavallée (Durant toute la série)
- Claudia Ferri : Arlette Bélanger (Durant toute la série)
- Nancy Gauthier  : Anne Thompson (Durant toute la série)
- Sylvie Drapeau : Micheline Proulx (Durant toute la série)
- Rémi-Pierre Paquin: Michel Faucher (Durant toute la série)
- Louis-Philippe Dandenault : Hubert Pagé (Durant toute la série)
- Viviane Audet : Laure-Lou Meunier (de 17 à 30 ans)
- Louise Portal : Laure-Lou Meunier (58 ans)
- Jean-Robert Bourdage : Roger
- Amélie Grenier : Engagère
- Hubert Proulx : Gilles
- Fanny Lauzier : Lina
- Cary Lawrence : Martha
- Terry Simpson : Ronald
- Benoît Gouin : Georges Meunier
- Luc Proulx : Hermon Tousignant
- Rose Adam : Anick-Soleil
- Maxime Cadorette : Félix
- Émilie Bibeau : Carole Chamberland
- Jonathan Michaud : René Charlebois (2007)
- Frédéric Pierre : François Pierre
- Manon Caillé : Voisine anglophone des Desrochers

## Fiche technique
- Auteurs : Anne Boyer et Michel d'Astous
- Réalisation : Lyne Charlebois (1900), Francis Leclerc (1915), Alain DesRochers (1922), Philippe Gagnon (1930), Nicolas Monette (1939), Jean-François Asselin (1952), Sophie Lorain (1966)
- Producteurs : Josée Vallée et Jacques Blain (Cirrus), Anne Boyer et Michel d'Astous (DUO)
- Société de production : Cirrus Communications et DUO Productions

## Découpage des épisodes
- Nos étés I : étés 1900 et 1915 (8 × 45 min)
- Nos étés II : été 1922 (5 × 45 min)
- Nos étés III : étés 1930 et 1939 (8 × 45 min)
- Nos étés IV : étés 1952 et 1966 (8 × 45 min)

Le spécial Les étés d'Anaïs présenté avant la diffusion de la quatrième saison fait le survol des événements des trois premières saisons.

## Nominations
- Prix Gémeaux, 6 nominations, 2008.
- Prix Gémeaux, 8 nominations, 2007.
- Prix Gémeaux, 9 nominations, 2006.
- Prix Gémeaux, 6 nominations, 2005.

## DVD
Le coffret de 11 DVD de la série est disponible depuis le 11 novembre 2008.